# Diradius lobatus
Diradius lobatus is een insectensoort uit de familie Teratembiidae, die tot de orde webspinners (Embioptera) behoort. De soort komt voor in Verenigde Staten (TX), Mexico.
Diradius lobatus is voor het eerst wetenschappelijk beschreven door Ross in 1944.